# Suphalomitus divisus
Suphalomitus divisus är en insektsart som beskrevs av Longinos Navás 1921. 
Suphalomitus divisus ingår i släktet Suphalomitus och familjen fjärilsländor. Inga underarter finns listade i Catalogue of Life.